# Socii
Socii eller foederati var forbundsfæller af antikkens Rom og udgjorde én af de tre juridiske kategorier i romersk Italien (Italia) sammen med de romerske borgere (Cives Romani) og den udvidede Latini. Latini, som på en og samme tid var særlige forbundsfæller (Socii Latini) og semi-borgere (Cives Latini), fik deres navn fra det italiske folk, som Rom var en del af (latinerne), men faldt ikke sammen med regionen Latium i det centrale Italien som de var placeret i kolonier over hele den italienske halvø. Denne tredelte organisation varede fra den romerske ekspansion i Italien (509-264 f.Kr.) til Forbundsfællekrigen (91-87 f.Kr.), hvor alle halvøens indbyggere blev tildelt romersk statsborgerskab .
Traktater kendt som foedus tjente som den grundlæggende skabelon for Roms aftaler med det store udvalg af stammer og bystater på hele den italienske halvø. Konføderationen havde sin oprindelse i foedus Cassianum ("Cassius-traktaten", 493 f.Kr.) underskrevet af den spæde romerske republik med dens tilstødende latinske bystater kort efter det romerske monarki blev væltet i 510 f.Kr. Denne aftalte en gensidig forsvarspagt mellem de to parter på grundlag af et ligeligt bidrag til den årlige militære udskrivning, som sandsynligvis var under romersk overordnet kommando. Traktatens vilkår var sandsynligvis mere acceptable for latinerne end den tidligere form for romersk hegemoni, som Tarquin-kongerne havde ført, da sidstnævnte sandsynligvis krævede betaling af tribut og ikke blot en simpel militær forpligtelse.
I det fjerde århundrede f.Kr. modtog de oprindelige latinere, for det meste, romersk statsborgerskab. Men betingelserne for foedus blev udvidet til omkring 150 andre stammer og bystater. Når en stat blev besejret, ville en del af dens territorium blive annekteret af Rom for at skaffe jord til romerske/latinske kolonister. De sidstnævnte – selv om de var romerske borgere – var forpligtet til at opgive deres borgerrettigheder, når de tilsluttede sig en koloni, og acceptere status som socii. Dette var gjort for at latinske kolonier kunne fungere som "vagthunde" for de andre socii i de allierede militærformationer, alae. Den besejrede stat ville få lov til at beholde resten af sit territorium mod til gengæld at binde sig til Rom med en ulige foedus, der ville skabe en tilstand af evig militær alliance med den romerske republik. Denne ville kræve, at den allierede havde "de samme venner og fjender som Rom", hvilket i effekt forbød krig mod andre socii og overgav udenrigspolitikken til Rom. Ud over dette var den centrale – og i de fleste tilfælde eneste – forpligtelse for den allierede at bidrage til den konfødererede hær. Efter anmodning skulle et antal fuldt udstyrede tropper (op til et bestemt maksimum hvert år) leveres til at tjene i hæren under romersk kommando.
Det romerske konføderation var fuldt udviklet i 264 f.Kr. og forblev i 200 år grundlaget for den romerske militærstruktur. Fra 338 til 88 f.Kr. blev romerske legioner uundgåeligt ledsaget på felttoget af stort set det samme antal konfødererede tropper organiseret i to enheder kaldet alae (bogstaveligt talt "vinger", da konfødererede tropper altid ville være udstationeret på flankerne af den romerske kamplinje, med de romerske legioner i centrum). 75% af en normal konsulær hærs kavaleri blev leveret af det italienske socii. Selvom socii leverede omkring halvdelen af de værnepligtige, som Rom rejste i et givet år, havde de ingen indflydelse på, hvordan disse tropper blev brugt. Udenrigspolitik og krig var udelukkende et anliggende for de romerske konsuler og det romerske Senat.
På trods af tabet af uafhængighed og tunge militære forpligtelser gav systemet betydelige fordele for socii. Vigtigst af alt blev de befriet fra den konstante trussel om aggression fra deres naboer, som havde eksisteret i de anarkistiske århundreder forud for indførelse af pax Romana. Derudover beskyttede den romerske alliance den italienske halvø mod ekstern invasion, såsom de periodiske og ødelæggende angreb fra gallere fra Po-sletten. Selvom de ikke længere havde kontrol over krig og udenrigspolitik, forblev hver socius ellers fuldt autonome i forhold til vedtagelse af egne love, regeringssystem, mønter og sprog. Desuden var den militære byrde kun halvdelen af den, som romerske borgere bar, da sidstnævnte kun udgjorde omkring halvdelen af befolkningen i socii, men stod for omkring halvdelen af de samlede værnepligtige. På trods af dette fik allierede tropper lov til at dele krigsbytte på 50-50 basis med romerne.
Forholdet mellem Rom og de latinske byer forblev ambivalent, og mange socii gjorde oprør mod alliancen, når muligheden bød sig. De bedste muligheder opstod under invasionen af Italien af den græske konge Pyrrhus' fra 281 til 275 f.Kr., og ved invasionen af Italien (Anden Puniske Krig) af den karthagiske general Hannibal fra 218 til 203 f.Kr. Under disse invasioner sluttede mange socii sig til den angribende part – primært oskisk-talende fra det sydlige Italien – især fremtrædende de samniske stammer. Samtidig forblev mange socii dog loyale, primært motiveret af fjendskaber med nærliggende oprørere. Selv efter Roms katastrofe ved Slaget ved Cannae (216 f.Kr.) deserterede over halvdelen af socii'erne (baseret på befolkning) ikke, og Roms militære alliance var til sidst sejrrig.
I det århundrede, der fulgte efter den Anden Puniske Krig, blev Italien sjældent truet af ekstern invasion (bortset fra den lejlighedsvise galliske eller germanske horde), og Rom og dets allierede indledte en aggressiv ekspansion oversøisk (i Spanien, Afrika og Balkan). På trods af at alliancen ikke længere handlede defensivt, var der stort set ingen protester fra socii. Dette beroede sandsynligvis på, at socii i lige så høj grad drog fordel af de enorme mængder krigsbytte, som disse kampagner affødte.
Men under overfladen voksede utilfredsheden blandt socii som følge af deres andenrangsstatus som peregrini – dvs. ikke-borgere (bortset fra de latinske kolonister, som kunne genvinde deres statsborgerskab ved at flytte til romersk territorium). Det romerske militærforbund blev nu et offer for sin egen succes med at skabe en forenet nation ud fra mosaikken af etniciteter og stater. Socii gjorde oprør i massevis – herunder mange, der tidligere havde været standhaftige i deres loyalitet – og indledte den Forbundsfælleskrigen. Men i modsætning til tidligere var deres mål nu at blive en del af den romerske stat som ligeværdige borgere – ikke at løsrive sig fra den. Selvom socii blev besejret på slagmarken, opnåede de deres vigtigste krav. Ved krigens afslutning i 87 f.Kr. var alle indbyggere på den italienske halvø blevet tildelt retten til at ansøge om romersk statsborgerskab.

## Betydninger af udtrykket "latin"
Romerne brugte selv udtrykket "latin" løst, hvorfor det kan virke forvirrende. Udtrykket blev brugt til at beskrive, hvad der faktisk var tre forskellige grupper:
1. Den latinske stamme, som romerne selv var en del af. Disse var indbyggerne i Latium Vetus ("Gamle Latium"), en lille region syd for floden Tiberen, hvis indbyggere talte det latinske sprog.
2. Indbyggerne i latinske kolonier. Disse var kolonier bestående af blandede romerske/latinske kolonister.
3. Alle de italienske allierede i Rom, ikke kun de latinske kolonier, men også de andre ikke-latinske allierede (socii).

I denne artikel, for at undgå forvirring, vil kun gruppe (1) blive omtalt/defineret som "latinere". Gruppe (2) vil blive omtalt "latinske kolonier eller kolonister", og gruppe (3) vil blive omtalt som "italienske forbundsfæller". Socii refererer derfor til grupperne (2) og (3) samlet set.

## Etnisk sammensætning af antikkens Italien
Den italienske halvø var på dette tidspunkt en mangfoldighed af forskellige etniske grupper, sprog og kulturer. Disse kan opdeles i følgende brede kategorier:
1. De italiske stammer, der dominerede det centrale og sydlige Italien samt det nordøstlige Italien. Disse omfattede de oprindelige latiner og en stor mængde andre stammer – mest bemærkelsesværdigt samniterne (faktisk en sammenslutning af stammer), der dominerede det syd-centrale Italien. Ud over latin talte disse stammer umbriske og oskiske dialekter – alle tæt beslægtede indoeuropæiske sprog. De italiske stammer var hovedsageligt bakkeboende hyrder, der var fremragende infanterisoldater, særligt samniterne. Det antages, at sidstnævnte opfandt manipel-infantilformen og brugen af kastespyd (javelins) og aflange skjolde, som romerne adopterede ved slutningen af Samnitterkrigene.[1][2] En isoleret italisk gruppe var veneterne i nordøst. De gav deres navn til det område, de boede i – Venetia – et navn valgt århundreder senere til den nyanlagte hovedstad for de allierede i Venediglagunen, som ville blive Republikken Venedig.
2. Grækerne, der havde koloniseret kystområderne i det sydlige Italien fra ca. 700 f.Kr. og fremefter. De var kendt af romerne som Magna Graecia ("Storgrækenland") af den grund.
3. Etruskerne, som dominerede regionen mellem floderne Arno og Tiberen. De har stadig et afledt navn (Toscana) i dag.
4. Campanerne, der indtog den frugtbare slette mellem floden Volturno og Napoli-bugten.
5. Gallerne, der var migreret ind i og koloniseret sletten ved Po-floden (pianura padana) fra ca. 390 f.Kr. og frem.
6. Ligurerne, der besætter regionen kendt af romerne (og stadig kaldes i dag) som Ligurien beliggende sydvest for gallerne.
7. Messapiere, der besatte den sydlige del af den apuliske halvø i sydøst Italien.

### Antikken
- Livius, Ab Urbe Condita (start of first century AD)
- Polybius, Histories (mid-second century BC)

### Moderne
- Briscoe, J. (1989): Second Punic War in Cambridge Ancient History 2nd Ed Vol VIII
- Brunt, P. A. (1971): Italian Manpower
- Cary & Scullard (1980): History of Rome
- Cornell, T. J. (1995): The Beginnings of Rome
- Eckstein, A. M. (2006): Mediterranean Anarchy, Interstate War and the Rise of Rome
- Goldsworthy, A. (2000): Roman Warfare
- Goldsworthy, A. (2001): Cannae
- Goldsworthy, A. (2003): The Complete Roman Army
- Staveley, E. S. (1989): Rome and Italy in the early 3rd Century in Cambridge Ancient History 2nd Ed Vol VII
- Scullard, H. H. (1984): A History of the Roman World